# Подарочная корзина

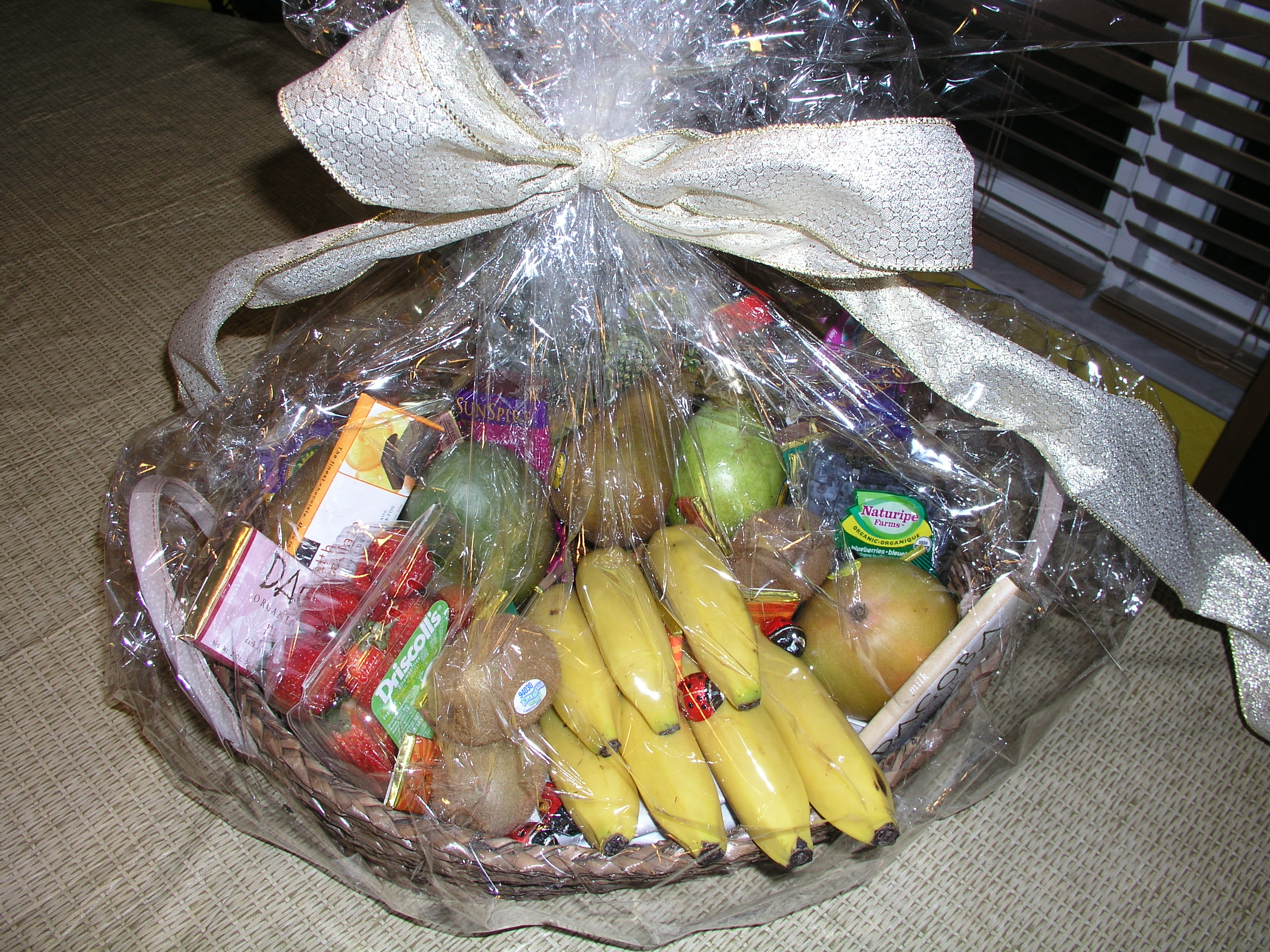
Подарочная корзина

Подарочная корзина — наполненная продуктами питания плетёная корзина, обычно с ручкой, в подарочном оформлении. Преподносится в качестве подарка к празднику как в частной, так и публичной жизни. В классическую подарочную корзину обычно кладут деликатесы, кондитерские изделия и фрукты.
Преподносить подарки в плетёных изделиях имеет давнюю традицию. Подарочные корзины приобрели особую популярность в англоязычных странах, в особенности, в США и Канаде, где сформировалась отдельная отрасль и появилась профессия дизайнера подарочных корзин (англ. basketeer).